# Anisopleura qingyuanensis
Anisopleura qingyuanensis е вид водно конче от семейство Euphaeidae. Видът е незастрашен от изчезване.

## Разпространение
Разпространен е във Виетнам и Китай (Гуандун, Гуанси, Гуейджоу, Джъдзян и Дзянси).